# Prodotto guadagno-larghezza di banda

Aggiungendo retroazione negativa si limita il guadagno aumentando la banda passante dell'amplificatore.

Il prodotto guadagno-larghezza di banda di un amplificatore operazionale, conosciuto anche come Gain-BandWidth Product (GBWP) o semplicemente GBW, è il prodotto tra il modulo del suo guadagno ad anello aperto {\displaystyle A_{0}} (il guadagno dell'operazionale senza controllo in retroazione) e la frequenza di taglio a 3dB  {\displaystyle f_{H}}.
È comunemente conosciuto come frequenza di guadagno unitario, o di attraversamento, {\displaystyle f_{T}=|A_{0}|\cdot f_{H}}.
Questa quantità, solitamente specificata per ciascun amplificatore, è estremamente importante in quanto, essendo costante a qualsiasi frequenza, permette al progettista di determinare il massimo guadagno ottenibile da uno strumento ad una determinata frequenza e viceversa.
Infatti {\displaystyle |A(f)|\cdot f\approx f_{T},\forall f>f_{H}}.
Ad esempio, un A.O. con un GBW di 1 MHz avrà una frequenza di attraversamento {\displaystyle f_{T}} di 1 MHz. Lo stesso dispositivo, per ottenere un guadagno {\displaystyle |A(f^{*})|=}10, dovrà invece lavorare ad una frequenza {\displaystyle f^{*}} pari a 100 kHz (1 MHz = 10 x 100 kHz). Infine, per una frequenza {\displaystyle f^{*}=}1 Hz, si otterrà un guadagno {\displaystyle |A(f^{*})|=}106.